# Morimus sexmaculipennis
Morimus sexmaculipennis es una especie de escarabajo longicornio perteneciente al género Morimus, categorizada en la tribu Lamiini, de la subfamilia Lamiinae. Fue descrita por Breuning en 1961.

## Descripción
Mide 31 mm de longitud.

## Distribución
Se distribuye por Asia: en Malasia.